# Vertrouwelijkheid
Vertrouwelijkheid is een kwaliteitskenmerk van gegevens. Met vertrouwelijkheid wordt bedoeld dat een gegeven alleen te benaderen is door iemand die gemachtigd is het gegeven te benaderen. Wie gemachtigd is een gegeven te benaderen, wordt vastgesteld door de eigenaar van het gegeven. 
Vertrouwelijke gegevens zijn bijvoorbeeld:
- Persoonsgegevens
- Staats- en bedrijfsgeheimen
- Concurrentiegevoelige gegevens
- Patiëntgegevens

De vertrouwelijkheid van gegevens moet worden beschermd tegen uitlekken. Gegevens kunnen ook tijdelijk vertrouwelijk zijn. In dat geval vallen ze onder een embargo dat door de eigenaar van de gegevens is opgelegd.
Wettelijke voorschriften rond de bescherming van persoonsgegevens zijn in Nederland opgenomen in de Wet bescherming persoonsgegevens (Wbp), in België in de Privacywet. Artsen kennen de eed van Hippocrates.
Een maatregel om vertrouwelijkheid te garanderen is cryptografie. Een andere maatregel is toegangsbeveiliging (autorisatie).

## Gerelateerde begrippen
- Informatiebeveiliging
- Beschikbaarheid
- Integriteit (informatiebeveiliging)
- Privacy